# Gustav-Adolf Schur
Gustav-Adolf „Täve” Schur (n. 23 februarie 1931, Biederitz, Saxonia-Anhalt, Germania) este un fost campion german la ciclism. Dacă în Germania de Vest numele lui nu este prea cunoscut, Gustav-Adolf  este cel mai popular sportiv din istoria RDG-ului. El a fost primul sportiv german care a devenit campion mondial la ciclism rutier de amatori, el a câștigat și Cursa Păcii. Între anii 1959 - 1990, Schur a fost deputat în Marea Adunare Națională, iar între 1998 și 2002 a fost membru în Bundestag.